# Sichtnavigation
Sichtnavigation ist eine Methode sich im Luftraum zu orientieren, welche überwiegend von Piloten kleiner Flugzeuge, die unter Sichtflugbedingungen fliegen, angewendet wird.
Das Navigieren nach Sicht, also der Vergleich der Karte mit dem Gelände, setzt beim Fliegen voraus, dass man sich zunächst mit geeignetem Kartenmaterial ausstattet. Für die Belange der Fliegerei nach Sichtflugbedingungen (engl. visual flight rules, VFR) gibt es spezielles Kartenmaterial, dessen Inhalt durch die ICAO (International Civil Aviation Organisation) 1949 genormt wurde.

## ICAO-Karte und Spezialkarten
Die Standardkarte für die VFR-Fliegerei ist die ICAO-Karte im Maßstab 1:500.000. Hierbei entspricht 1 cm auf der Karte 5 km in der Natur, was
- einerseits noch einen ausreichenden Überblick gibt,
- andererseits eine gute Darstellung von Gewässern und wichtigen Verkehrswegen (Eisenbahnen, Autobahnen, Bundesstraßen), Ortschaften und Waldgebieten ermöglicht.
- Hilfreich zur Orientierung in niedrigen Flughöhen sind auch Landmarken wie Fernsehtürme, Kirchen und Hochhäuser (die ab 100 m Höhe immer eingezeichnet sind), sowie Aussichtstürme, Straßen- oder Bahnkreuzungen.

Für den Segelflug gibt es wegen der geringeren Flughöhe auch vereinzelte Spezialkarten im Maßstab 1:200.000 bis 1:300.000, die das Gelände genauer darstellen, aber auch alle Seilbahnen und sonstige Luftfahrthindernisse unter 100 m Höhe.
Für Gebiete ohne moderne Hilfsmittel der Navigation sind auch noch großmaßstäbige Anflugkarten der Flugplatzumgebungen zu erwähnen, und für den Langstreckenflug sogenannte Routenkarten im Maßstab 1 : 1 Million oder kleiner.

## Ergänzende Navigationsmethoden
Die Sichtnavigation wird vornehmlich von Privatpiloten angewandt. Im Linienflug hat sie nur wenig Bedeutung. Im Regelfall wird die Sichtnavigation durch andere Verfahren unterstützt – hauptsächlich Funknavigation und/oder GPS-gestützte Satellitennavigation. Wichtig ist auch das Raumgefühl (Gleichgewichtssinn und „Sitzfleisch“), die Koppelnavigation und diverse Anflughilfen im Umkreis von Flugplätzen.
Ab etwa 5 km Flughöhe verliert die Sichtnavigation an Bedeutung, weil die Sichtverhältnisse der Luft den Kontrast des Geländes verringern. Linienstrukturen wie breite Straßen oder Flüsse sind hingegen auch aus größerer Höhe noch gut erkennbar, was auf eine besondere Eigenschaft des Auges zurückgeht.

## Sichtnavigation im Alltag
Auch wenn es uns nur selten bewusst ist: auch die Bewegung als Fußgänger, Rad- oder Autofahrer basiert letztlich auf Sichtnavigation. Allerdings kann man stehenbleiben, wenn man die Orientierung verliert, und sich neu zurechtfinden. Wenn man sich im Flugzeug „verfranzt“ – etwa durch das Aufkommen von Wolken oder einige Minuten der Unaufmerksamkeit, kann die Neu-Orientierung trotz korrekt ausgerichteter Karte schwierig sein.